# Uchatka patagońska
Uchatka patagońska, otaria (Otaria byronia) – gatunek ssaka z rodziny uchatkowatych (Otariidae).

## Taksonomia
Gatunek po raz pierwszy zgodnie z zasadami nazewnictwa binominalnego opisał w 1820 roku bfrancuski zoolog Henri Marie Ducrotay de Blainville nadając mu nazwę Phoca flavescens. Holotyp pochodził z wyspy Tinian, z Marianów Północnych. Jedyny przedstawiciel rodzaju uchatka (Otaria) który nazwał w 1816 roku francuski lekarz i przyrodnik François Auguste Péron. 
Otaria flavescens jest określany nazwami naukowymi Otaria byronia (de Blainville, 1820) i O. flavescens (Shaw, 1800). Dale W. Rice w 1998 roku stwierdził, że pierwszeństwo ma O. flavescens. Jednak w 2012 roku Annalisa Berta i Morgan Churchill podczas przeglądu taksonomicznego zauważyli, że nazwa O. flavescens dla tego taksonu jest kontrowersyjna (holotyp opisany przez Shawa był wątpliwej tożsamości gatunkowej i miejsca typowego), ale doszli do wniosku, że O. byronia jest najwcześniejszą dostępną nazwą, którą można z całą pewnością przypisać do tego gatunku. Populacja z Oceanu Atlantyckiego wydaje się być populacją izolowaną genetycznie. Autorzy Illustrated Checklist of the Mammals of the World uznają ten gatunek za monotypowy. 

### Etymologia
- Otaria: gr. ωταριον ōtarion „uszko”, zdrobnienie od ους ous, ωτος ōtos „ucho”[34].
- Platyrhyncus: gr. πλατυρρυγχος platurrhunkhos „szeroko-pyski, o szerokim pysku”, od πλατυς platus „szeroki”; ῥυγχος rhunkhos „pysk”[35].
- Pontoleo: łac. pontus „morze”, od gr. ποντος pontos „morze”; leo, leonis „lew”, od gr. λεων leōn, λεοντος leontos „lew”[36].
- byronia: kontradm. John Byron (1723–1786) Royal Navy, kapitan HMS Dolphin w latach 1764–1766, gubernator Nowej Fundlandii w latach 1769–1772[37].

## Zasięg występowania
Uchatka patagońska występuje w Ameryce Południowej, od południowej Brazylii po przylądek Horn i Falklandy na Oceanie Atlantyckim i na północ do północnego Peru na Oceanie Spokojnym.

## Morfologia
Długość ciała samic 200 cm, samców 260 cm; masa ciała samic do 144 kg, samców 300–350 kg. Noworodki osiągają długość 75–85 cm i ciężar 11–15 kg. Żółtobrązowa albo szarobrunatna sierść, samce posiadają grzywę na karku. Wzór zębowy: I {\displaystyle {\tfrac {3}{2}}} C {\displaystyle {\tfrac {1}{1}}} PM {\displaystyle {\tfrac {6}{5}}} = 36. 

## Ekologia

### Tryb życia
Dzienny tryb życia. Żyje w stadach złożonych z samca, samic oraz młodych. Żywi się rybami i głowonogami, w poszukiwaniu których nurkuje na głębokość do kilkudziesięciu metrów.

### Rozmnażanie
Samica rodzi jedno młode po 11 miesięcznej ciąży, usamodzielniające się w wieku 4-5 lat.